# بيتر إدواردز (مجدف)
بيتر إدواردز (بالإنجليزية: Peter Edwards)‏ هو مجدف أسترالي، ولد في 8 سبتمبر 1939.

## وصلات خارجية
- بيتر إدواردز على موقع الاتحاد الدولي للتجديف (الإنجليزية)
- بيتر إدواردز على موقع أوليمبيديا (الإنجليزية)